# Begonia superciliaris
Espèce
Begonia superciliaris est une espèce de plantes de la famille des Begoniaceae. Ce bégonia à port érigé est originaire de Sarawak, sur l'île de Borneo, en Asie tropicale, a été décrit en 2017.

## Description
C'est une plante vivace et monoïque, à port érigé, avec des tiges verdâtre à brun rouge. Le feuillage, plus ou moins horizontal, en forme de lames peu asymétriques, réparties de part et d'autre de la tige, est vert, rougeâtre au revers. Les petites fleurs blanches, à cœur jaune, se répartissent le long de la tige et sont très différentes entre fleurs mâles et femelles, ces dernières étant plus étoilées. Le fruit de section triangulaire, est rouge écarlate.  

## Répartition géographique
Cette espèce est originaire du pays suivant : Malaisie. Elle est endémique du Sarawak.

## Classification
Begonia superciliaris fait partie de la section Petermannia du genre Begonia, famille des Begoniaceae.
L'espèce a été décrite en 2017 par les botanistes Che Wei Lin et Ching I Peng. L'épithète spécifique superciliaris fait référence à sa forme étroite et arquée qui évoque celle des sourcils.
Publication originale : (en) Lin et al.: Eleven new species of Begonia from Sarawak, Taiwania Vol. 62, No. 3, September 2017. DOI: 10.6165/tai.2017.62.219.